# (26215) 1997 VM2
(26215) 1997 VM2 là một tiểu hành tinh vành đai chính. Nó được phát hiện bởi Atsushi Sugie ở Dynic Astronomical Observatory Nhật Bản, ngày 4 tháng 11 năm 1997.